# ملالوکا شمالی
ملالوکا شمالی (نام علمی: Melaleuca borealis) نام یک گونه از سرده پوست‌کاغذی است.